# Willy Roy
Willy Roy (ur. 8 lutego 1943 w Treubergu) – były amerykański piłkarz pochodzenia niemieckiego grający na pozycji napastnika, trener. Przez wiele lat związany z Chicago Sting.

## Wczesne życie
Kiedy Willy Roy miał sześć lat, wyemigrował wraz z rodziną do Stanów Zjednoczonych i osiedlił się w Chicago. Po ukończeniu Reavis High School w Burbank w stanie Illinois, zaczął przygodę z piłką nożną. W 1964 roku został zawodnikiem Hansy Chicago występującej w National Soccer League - Chicago. W 1966 roku wygrał wraz z drużyną Peel Cup. Rok wcześniej, zespół przegrał z New York Ukrainians w US Open Cup.

## Kariera piłkarska
Willy Roy w 1967 roku został zawodnikiem Chicago Spurs grającego w NPSL. Następnie w 1968 roku został zawodnikiem Kansas City Spurs, z którym w sezonie 1969 został mistrzem USA. Po tym sukcesie odszedł z Kansas City Spurs i NASL. Wrócił do NASL w 1971 roku do St. Louis Stars. W sezonie 1972 jego zespół przegrał mecz finałowy o tytuł mistrzowski z New York Cosmos 1:2. Z zespołu odszedł w 1974 roku. Następnie przeszedł do Chicago Sting, gdzie po sezonie 1975 zakończył karierę. W NASL rozegrał 99 meczów, strzelił 41 goli oraz zdobył 110 punktów.
Willy Roy ma również za sobą karierę w futsalu, gdyż w latach 1978–1984 grał w drużynie Chicago Sting występującej w MISL.

### Kariera reprezentacyjna
Willy Roy zadebiutował w reprezentacji USA dnia 12 marca 1965 roku w Meksyku w przegranym 2:0 meczu z gospodarzami w ramach eliminacji do Mistrzostw Świata 1966 w Anglii. Dziewięć dni później, 21 marca b.r. zagrał w zremisowanym 1:1 meczu z Hondurasem, który zakończył udział w Jankesów tych eliminacjach. Występował również w eliminacjach do Mistrzostw Świata 1970 i 1974.
W 1968 roku Willy ustanowił rekord względem liczby strzelonych bramek dla reprezentacji USA w eliminacjach do mistrzostw świata. W eliminacjach do Mistrzostw Świata 1970 w ośmiu meczach w 1968 roku strzelił sześć bramek. Ten rekord został pobity dopiero 33 lata później przez Earniego Stewarta, który meczach eliminacyjnych do Mistrzostw Świata 2002 w 2001 roku strzelił siedem bramek.
W sumie w latach 1965–1973 rozegrał dla reprezentacji USA 20 meczów i strzelił 10 bramek.

## Kariera trenerska
Willy Roy w 1976 roku został asystentem trenera w Chicago Sting. W 1977 roku został samodzielnym trenerem tego zespołu, z którym w 1981 i 1984 roku zdobył tytuł mistrza USA oraz dostał tytuł Trenera Roku NASL w 1981 roku. Po upadku NASL w 1984 roku prowadził Chicago Sting w halowej lidze MISL. Pracę w Chicago Sting zakończył w 1986 roku.
12 sierpnia 1987 roku został trenerem męskiej drużyny uniwersyteckiej Northern Illinois University, którą prowadził do 18 lutego 2003 roku. Bilans pracy w tej drużynie zakończył z następującym bilansem: 295 meczów: 142 zwycięstwa-131 remisów-22 porażki.

## Późniejsze lata
W 1989 roku Willy Roy został wybrany do National Soccer Hall of Fame (Galeria Sław Piłki Nożnej w USA). 
Obecnie jest właścicielem Willy Roy Soccer Dome, hali w Chicago przeznaczonej do gry futsalu oraz mieszczącej się obok kręgielni Dolton Bowl. Mimo sześćdziesięciu lat nadal gra w piłkę nożną w amatorskiej lidze w hali Willy Roy Soccer Dome.
W 1979 roku napisał książkę Coaching Winning Soccer.

## Sukcesy

### Piłkarz
- Mistrz USA: 1969

### Trener
- Mistrz USA: 1981, 1984
- Trener Roku NASL: 1981